# Segunda Liga Macedônia de Futebol
A Segunda Liga Macedônia de Futebol (em macedônio/macedónio:  Втора македонска Фудбалска Лига, Vtora Мakedonska Fudbalska Liga; também chamada Segunda Liga Macedônia, 2. MFL e Vtora Liga) é a segunda principal competição profissional de futebol na Macedônia do Norte.
A competição é disputada por 20 clubes em dois grupos (grupos do Oeste e Leste) com 10 times, jogando-se 3 vezes em 27 rodadas. No final da temporada, os campeões dos dois grupos obtém o acesso à Primeira Liga Macedônia, enquanto que as equipes da segunda posição disputarão the play-off semifinais, e o vencedor da disputa jogará um play-off final contra o 8.º colocado da Primeira Liga Macedônia.

## Clubes participantes da temporada 2018–19

### Leste
- Borec
- Bregalnica Shtip
- Detonit Junior
- Kit-Go Pehchevo
- Kozhuf
- Osogovo
- Partizan Obrshani
- Plachkovica
- Sasa
- Tikvesh

### Oeste
- Genç Kalemler
- Goblen
- Gostivar
- Labunishta
- Korabi
- Pelister
- Skopje
- Struga
- Teteks
- Vëllazërimi 77

Fonte: (Leste) e Oeste

## Clubes campeões
Nota: Negrito indica os clubes que foram promovidos para a Primeira Liga Macedônia.

### 1992–93
| Temporada | Campeão  | Vice-campeão | Terceiro lugar |
| --------- | -------- | ------------ | -------------- |
| 1992–93   | Ljuboten | Karaorman    | Skopje         |

### 1993–2000
| Temporada | Região | Campeão           | Vice-campeão         | Terceiro lugar       |
| --------- | ------ | ----------------- | -------------------- | -------------------- |
| 1993–94   | Leste  | Kozhuf            | Prvi Partizan        | Bregalnica Shtip     |
| 1993–94   | Oeste  | Ohrid             | Metalurg Skopje      | Teteks               |
| 1994–95   | Leste  | Pobeda Valandovo  | Kumanovo             | Bregalnica Shtip     |
| 1994–95   | Oeste  | Makedonija Skopje | Shkëndija Arachinovo | Gostivar (1919)      |
| 1995–96   | Leste  | Bregalnica Shtip  | Borec                | Plachkovica Jaka     |
| 1995–96   | Oeste  | Shkëndija         | Napredok             | Shkëndija Arachinovo |
| 1996–97   | Leste  | Borec             | Osogovo              | Bregalnica Delchevo  |
| 1996–97   | Oeste  | Skopje            | Karaorman            | Teteks               |
| 1997–98   | Leste  | Osogovo           | Kumanovo             | Jaka Radovish        |
| 1997–98   | Oeste  | Rabotnichki       | Jugohrom             | Teteks               |
| 1998–99   | Leste  | Kumanovo          | Belasica             | Bashkimi             |
| 1998–99   | Oeste  | Napredok          | Teteks               | Ohrid                |
| 1999–00   | Leste  | Belasica          | Sloga Vinica         | Bashkimi             |
| 1999–00   | Oeste  | Shkëndija         | Karaorman            | Teteks               |

### 2000–2017
| Temporada | Campeão          | Vice-campeão        | Terceiro lugar |
| --------- | ---------------- | ------------------- | -------------- |
| 2000–01   | Kumanovo         | Napredok            | Jugohrom       |
| 2001–02   | Tikvesh          | Bregalnica Delchevo | Bashkimi       |
| 2002–03   | Bashkimi         | Madjari Solidarnost | Teteks         |
| 2003–04   | Bregalnica Shtip | Shkëndija 79        | Skopje         |
| 2004–05   | Vëllazërimi      | Renova              | Makedonija GP  |
| 2005–06   | Pelister         | Napredok            | Karaorman      |
| 2006–07   | Milano           | Cementarnica 55     | Teteks         |
| 2007–08   | Turnovo          | Metalurg            | Miravci        |
| 2008–09   | Teteks           | Sloga Jugomagnat    | Shkëndija      |
| 2009–10   | Shkëndija        | Skopje              | Napredok       |
| 2010–11   | 11 Oktomvri      | Ohrid               | Tikvesh        |
| 2011–12   | Pelister         | Drita               | Gorno Lisiche  |
| 2012–13   | Makedonija GP    | Gostivar            | Skopje         |
| 2013–14   | Sileks           | Teteks              | Skopje         |
| 2014–15   | Shkupi           | Mladost Carev Dvor  | Gostivar       |
| 2015–16   | Pobeda           | Makedonija GP       | Pelister       |
| 2016–17   | Akademija Pandev | Skopje              | Novaci         |

### 2017–presente
| Temporada | Região | Campeão       | Vice-campeão | Terceiro lugar   |
| --------- | ------ | ------------- | ------------ | ---------------- |
| 2017–18   | East   | Belasica      | Borec        | Bregalnica Shtip |
| 2017–18   | West   | Makedonija GP | Gostivar     | Vëllazërimi 77   |

Fonte: